# Serbische Badmintonmeisterschaft 2020
Die Serbische Badmintonmeisterschaft 2020 fand vom 5. bis zum 6. Mai 2020 in Belgrad statt.

## Medaillengewinner
| Disziplin    | Gold                        | Silber                         | Bronze                            |
| ------------ | --------------------------- | ------------------------------ | --------------------------------- |
| Herreneinzel | Luka Milić                  | Mihajlo Tomić                  | Andrija Doder                     |
| Herreneinzel | Luka Milić                  | Mihajlo Tomić                  | Ilija Pavlović                    |
| Dameneinzel  | Sara Lončar                 | Marija Sudimac                 | Anđela Vitman                     |
| Dameneinzel  | Sara Lončar                 | Marija Sudimac                 | Sanja Perić                       |
| Herrendoppel | Andrija Doder Mihajlo Tomić | Ivan Kovačević Luka Milić      | Ilija Pavlović Borko Petrović     |
| Herrendoppel | Andrija Doder Mihajlo Tomić | Ivan Kovačević Luka Milić      | Igor Bjelan Sergej Lukić          |
| Damendoppel  | Sara Lončar Anđela Vitman   | Nina Bogdanović Marija Sudimac | Maša Aleksić Marija Samardžija    |
| Damendoppel  | Sara Lončar Anđela Vitman   | Nina Bogdanović Marija Sudimac | Marija Bulatović Sofija Dmitrović |
| Mixed        | Mihajlo Tomić Anđela Vitman | Andrija Doder Sara Lončar      | Borko Petrović Nina Bogdanović    |
| Mixed        | Mihajlo Tomić Anđela Vitman | Andrija Doder Sara Lončar      | Igor Bjelan Marija Sudimac        |